# Березова Рудка
Бере́зова Ру́дка — село в Україні, у Пирятинській міській громаді Лубенського району Полтавської області. Населення — 1 971 особа, площа — 4,051 км². Колишній орган місцевого самоврядування — Березоворудська сільська рада.

## Географія
Село Березова Рудка знаходиться на правому березі річки Перевід, нижче за течією на відстані 3,5 км розташоване село Крячківка, а на протилежному березі — село Вечірки. Через село протікає пересихаючий струмок з великою загатою. Навколо села багато іригаційних каналів та Березоворудське водосховище.

## Історія
Засноване в 1717 році гетьманом Іваном Скоропадським. У 1752 році село у нащадків гетьмана викупили Закревські і зробили своїм родовим помістям. Через нього пройшло п'ять поколінь Закревських. В Березовій Рудці вони проживали до революції 1917 року. Чоловіки родини відбува́ли державну службу і жили в Петербурзі, а по виходу на відпочинок поверталися до села. До того часу воно було їхньою літньою резиденцією.
Березову Рудку у 1843—1846 роках п'ять разів відвідав Тарас Шевченко.
У 1923—1931 роках село було адміністративним центром однойменного району.
У часи німецької окупації 18 травня 1942 року у Березовій Рудці розстріляно 21 єврея. З 1 вересня 1942 до 18 вересня 1943 року село входило до складу Пирятинського ґебіту.
12 червня 2020 року, відповідно до розпорядження Кабінету Міністрів України № 721-р «Про визначення адміністративних центрів та затвердження територій територіальних громад Полтавської області», село увійшло до складу Пирятинської міської громади.
19 липня 2020 року, в результаті адміністративно - територіальної реформи та ліквідації Питятинського району, село увійшло до складу новоутвореного Лубенського району.

## Населення
Згідно з переписом УРСР 1989 року чисельність наявного населення села становила 2458 осіб, з яких 1327 чоловіків та 1131 жінка.
За переписом населення України 2001 року в селі мешкали 1962 особи.

### Мова
Розподіл населення за рідною мовою за даними перепису 2001 року:
| Мова       | Відсоток |
| ---------- | -------- |
| українська | 96,30 %  |
| російська  | 2,69 %   |
| вірменська | 0,71 %   |
| молдовська | 0,15 %   |
| польська   | 0,10 %   |
| білоруська | 0,05 %   |

## Економіка
- Молочно-товарна ферма.

## Об'єкти соціальної сфери
- Березоворудський аграрний технікум.
- Школа.

## Пам'ятки
У зводі пам'яток Пирятинського району записані наступі об'єкти:
- Березоворудський — гідрологічний заказник місцевого значення (природа)
- Парк — ботанічна пам'ятка природи місцевого значення (природа)
- Археологічний комплекс: Селище І, курганний могильник І, давньоруський час (археол.)
- Поселення І, епоха бронзи, рання залізна доба (археол.)
- Поселення II, епоха бронзи, рання залізна доба, пізнє середньовіччя (археол.)
- Поселення III, неоліт, енеоліт, епоха бронзи, рання залізна доба, ранньослов'янський час, пізнє середньовіччя (археол.)
- Поселення IV, неоліт, енеоліт, епоха бронзи, рання залізна доба, пізнє середньовіччя (археол.)
- Курганний могильник II (археол.)
- Курганний могильник III (археол.)
- Курганний могильник IV (археол.)
- Курган І (археол.)
- Курган II (археол.)
- Курган III (археол.)
- Курган IV (археол.)
- Курган V (археол.)
- Курган VI (археол.)
- Курган VII (археол.)
- Курган VIII (археол.)
- Братська могила радянських військовополонених, мирних жителів (1942) (іст.)
- Братська могила радянських воїнів (1941,1943), пам'ятний знак полеглим землякам (1957) (іст.)
- Земської школи будинок (1915) (іст.)
- Могила радянського воїна (1943) (іст.)
- Пам'ятний знак жертвам Голодомору 1932—1933 pp. (іст.)
- Пам'ятник Ульянову (Леніну) Володимиру Іллічу (1987) (іст.) — демонтовано
- Пам'ятник Шевченку Тарасу Григоровичу (2001) (мист.)
- Садиба Закревських

### Березоворудський парк
Один із чотирьох на Полтавщині парків-пам'яток садово-паркового мистецтва загальнодержавного значення.
Тут зростає понад 40 видів дерев та чагарників, дуб віком 600 років, під яким, за переказами, любив відпочивати Т. Г. Шевченко під час неодноразового перебування у Березовій Рудці. Майже на 25 га посаджено яблуневий сад. Є невеликий став, на ньому — два штучні острівки, засаджені плакучими вербами.

### Історико-краєзнавчий музей
Народний історико-краєзнавчий музей в селі був створений в 1974 році.
Він включає могильник доби Київської Русі XII століття і палацово-парковий комплекс в стилі провінційного класицизму садиби Закревських кінця XVIII— початку XIX століття. Комплекс складається з палацу Закревських (1838), парку (пам'ятка садово-паркового мистецтва державного значення) площею 45 га та піраміди—мавзолею родини Закревських (1899). Детальніше в статті: Піраміда Закревського.
На базі меморіальних кімнат діє народний музей. Господарський дім нині слугує навчальним закладом (Березоворудський сільськогосподарський технікум).

### Значення
Науково-дослідний інститут пам'яткоохоронних досліджень заніс село Березова Рудка до Переліку найважливіших історичних сіл України та їхніх пам'яток.

## Відомі люди
- Березова Рудка подарувала Україні багатьох відомих культурних діячів. Серед яких Луценко Дмитро Омелянович — автор слів до відомих пісень «Києве мій», «Не шуми, калинонько».
- У селі Крачківка Березоворудський сільської ради народився український археолог, етнограф та антрополог Вовк Федір Кіндратович. За участь в українському демократичному русі зазнав переслідувань з боку царського уряду. Перебуваючи у еміграції у Франції опублікував працю «Шлюбний ритуал та обряди на Україні». Брав участь у виданні «Кобзаря» у Празі 1876 року.[7]
- У 1843 і 1845-1847 роках Тарас Шевченко часто їздив у Березову Рудку в гості до братів Закревських, особливо заприятелював він з Віктором Закревським.

Тут він також зустрічався з дружиною Платона Закревського — Ганною, в яку був закоханий.
У цьому селі Шевченко в 1843 році намалював портрети Платона Закревського, Ганни Закревської та Віктора Закревського.
На споруді колишнього палацу Закревських встановлена меморіальна дошка про перебування Тараса Шевченка.
- В селі народився український поет-пісняр Дмитро Луценко.

## Культура

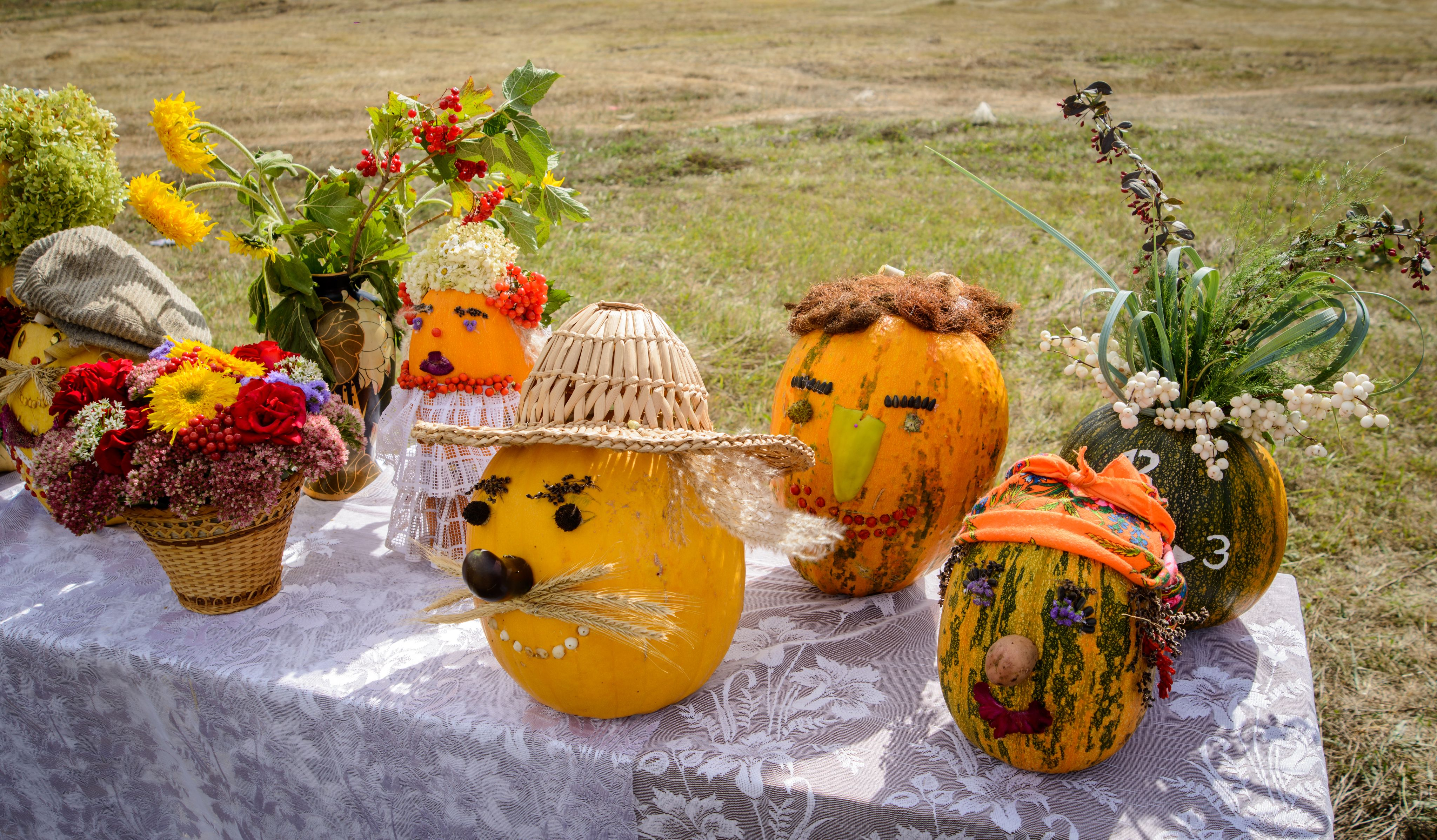
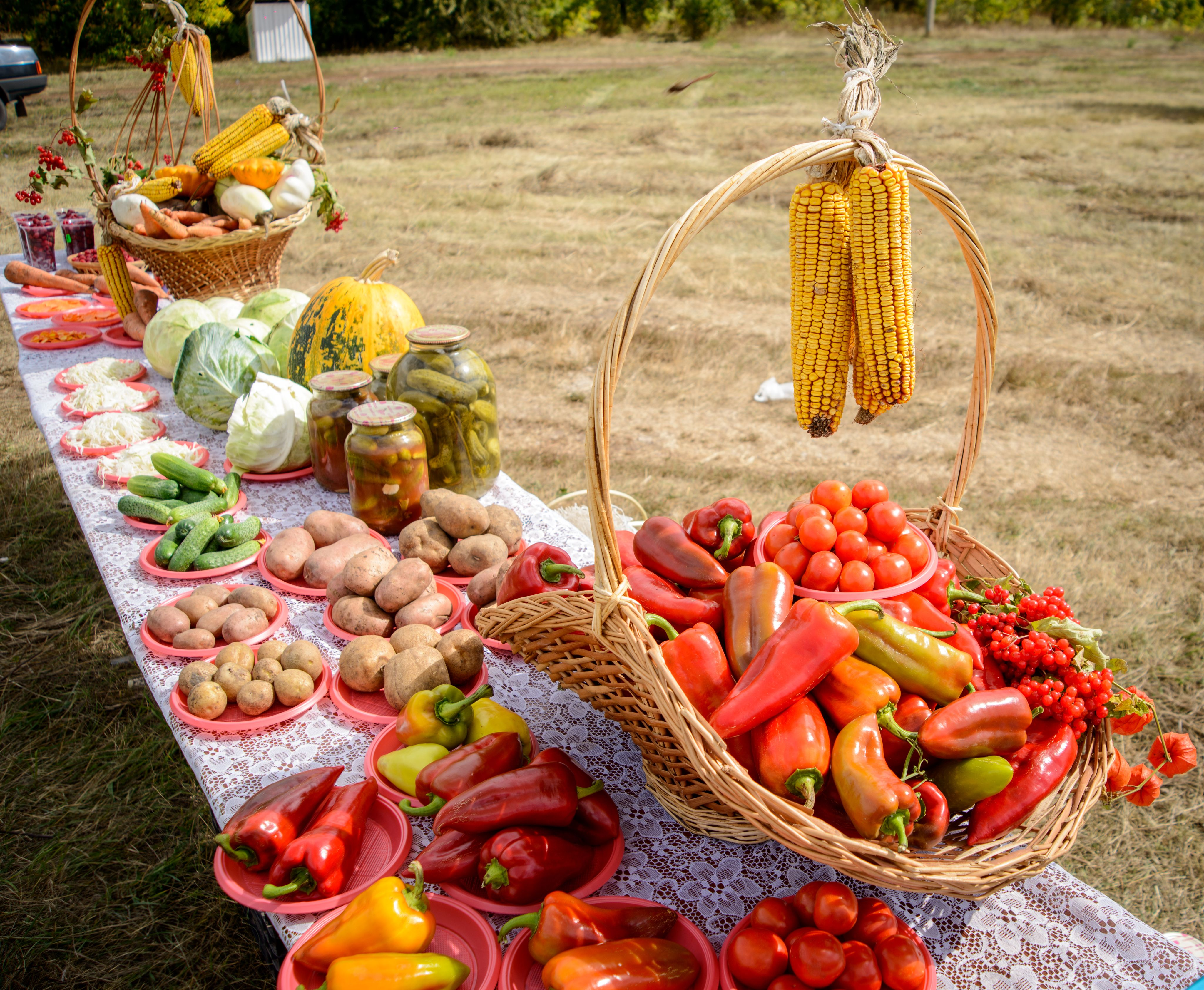
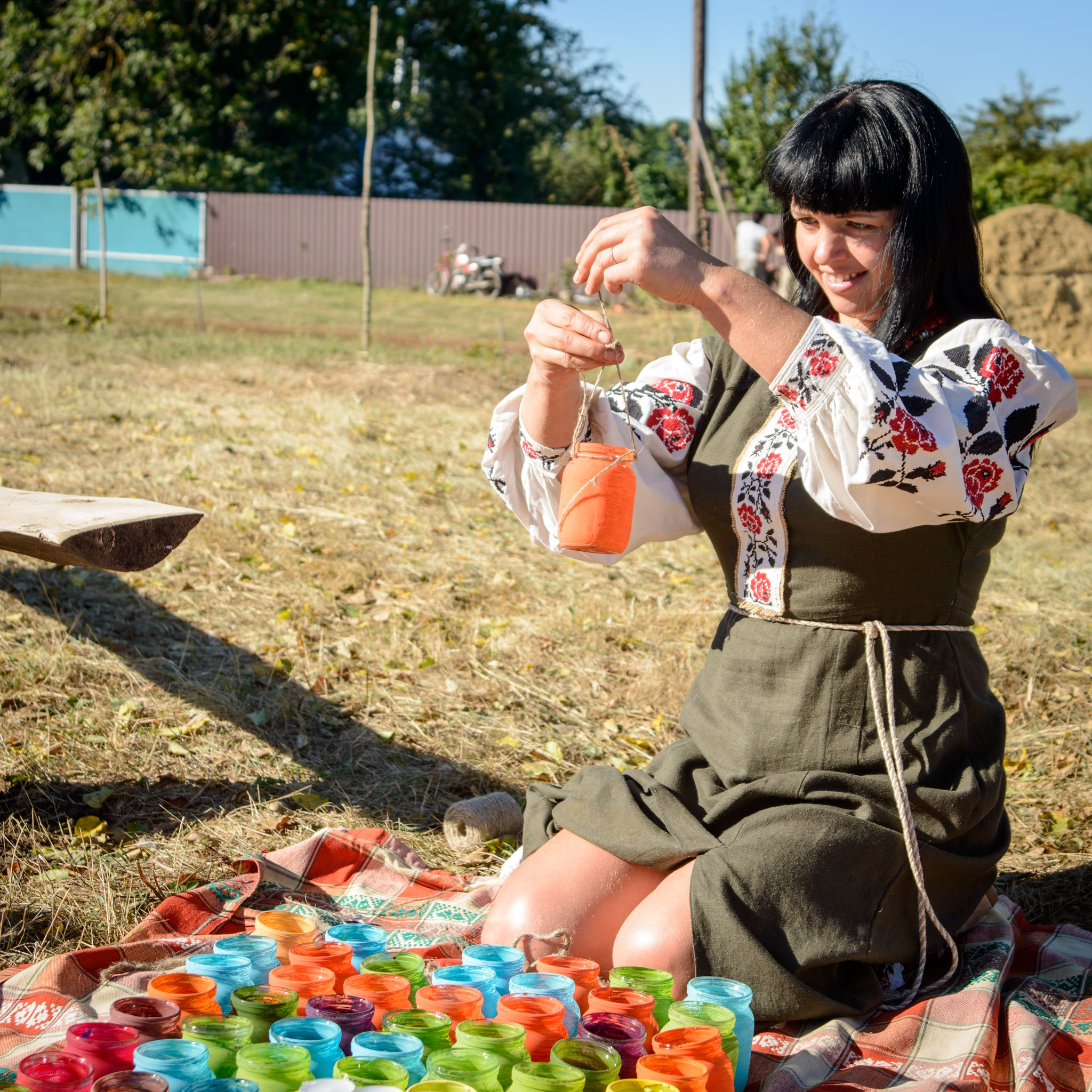
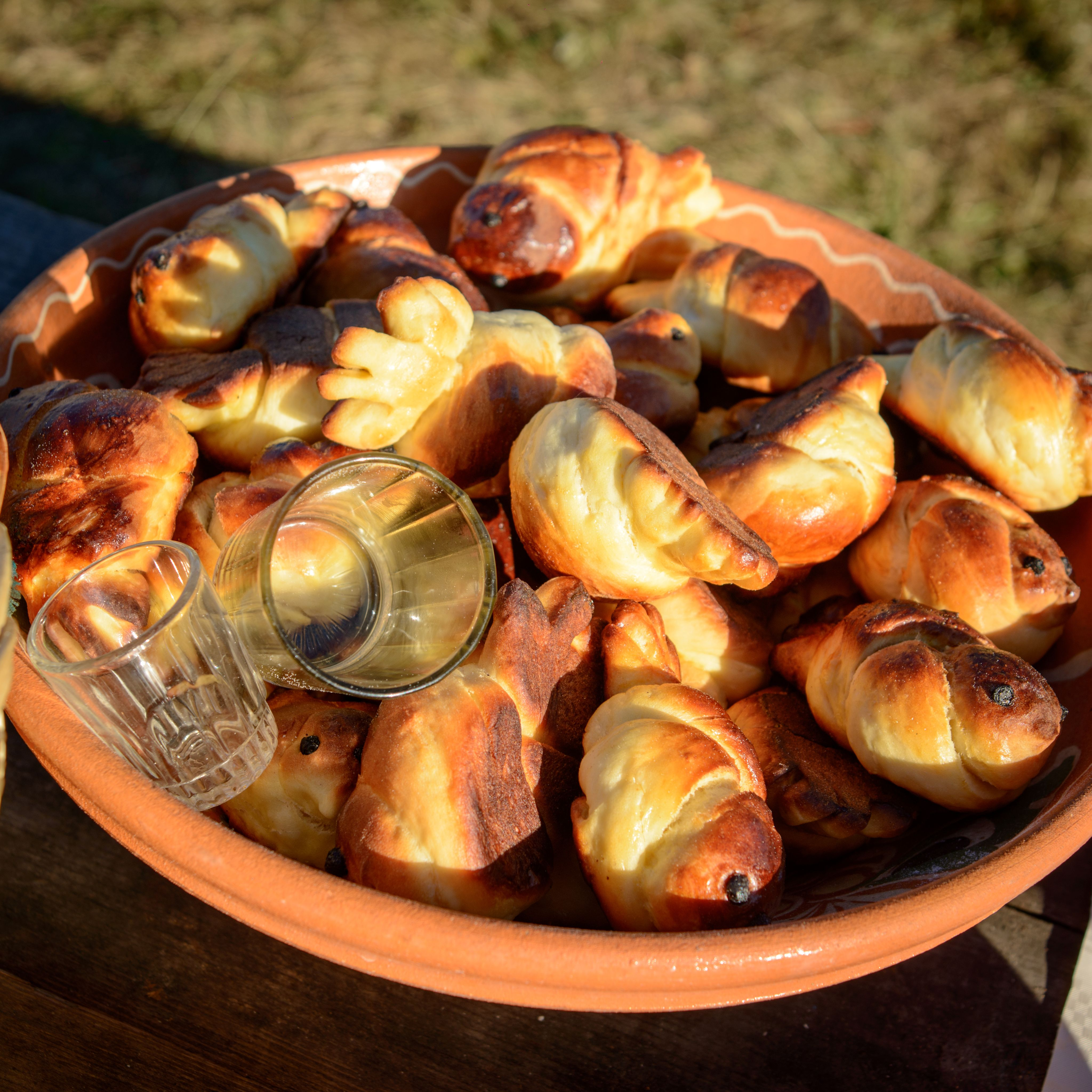
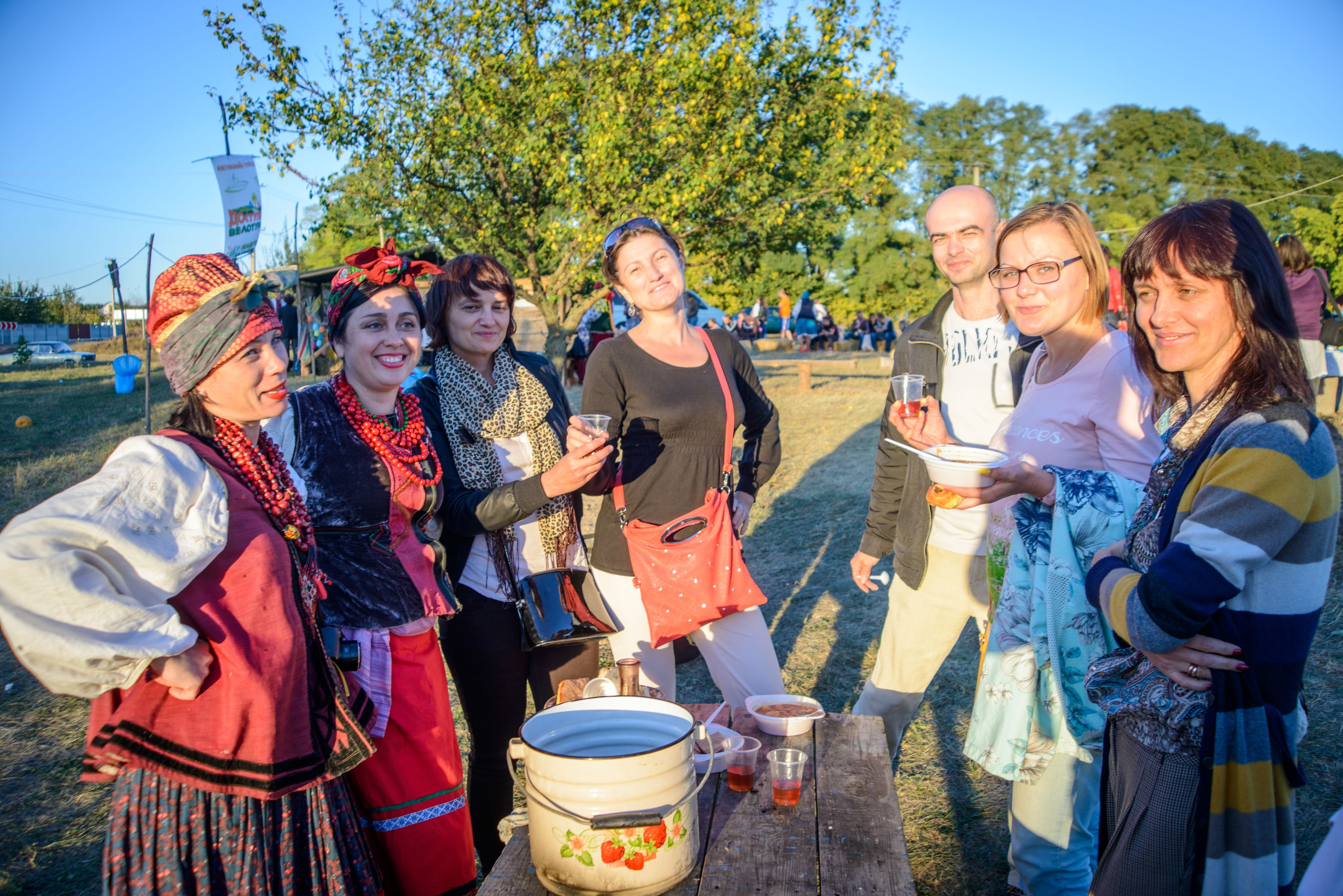
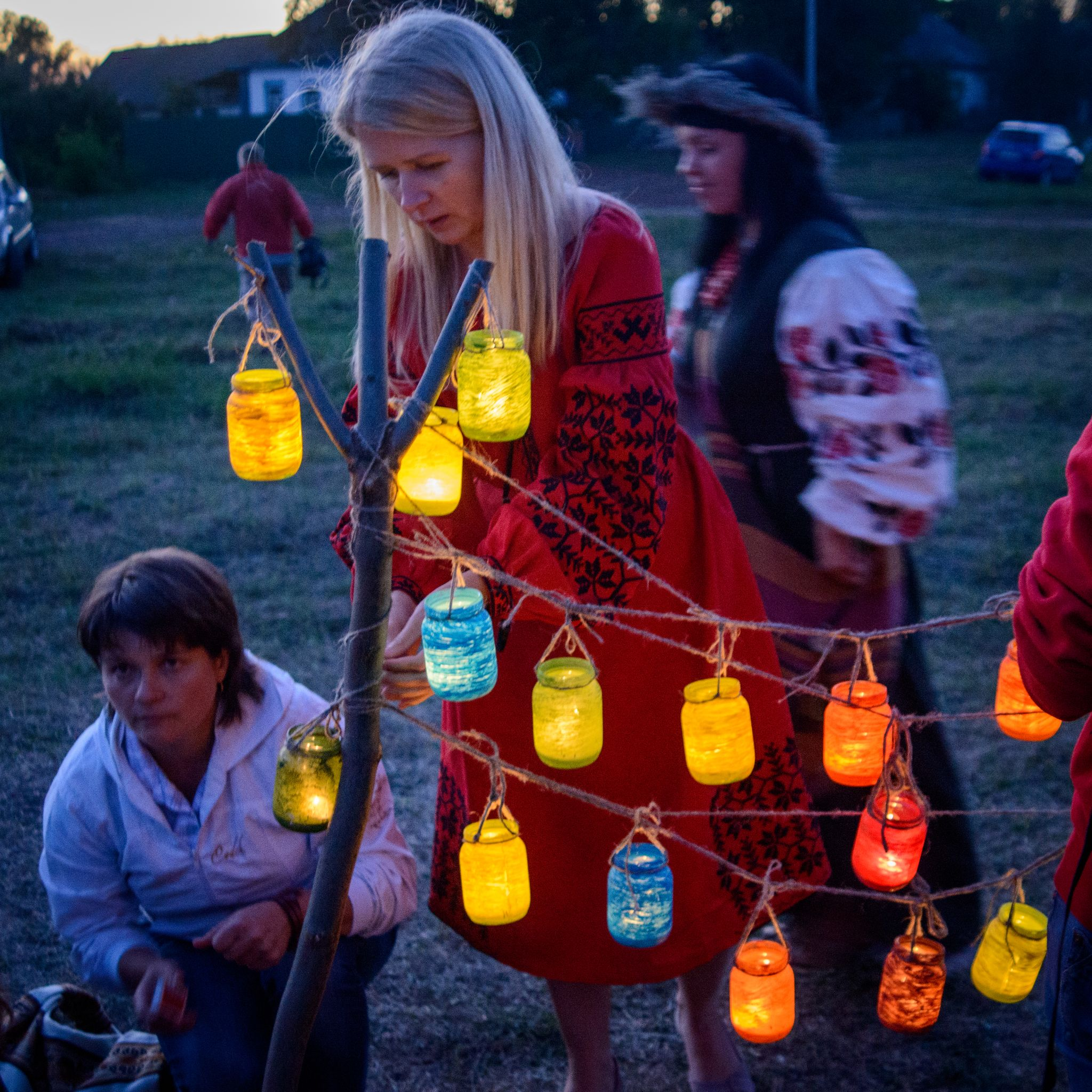
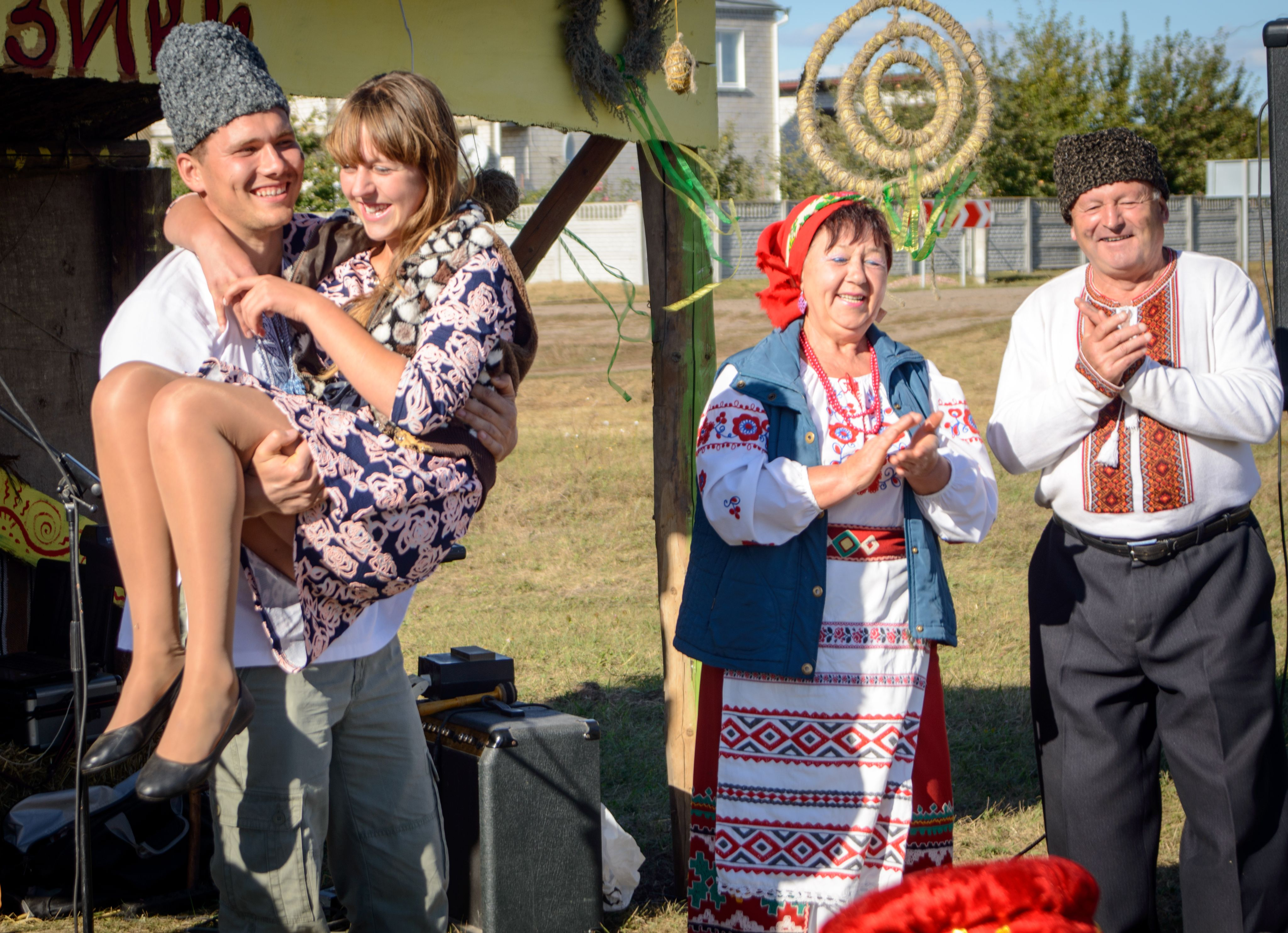
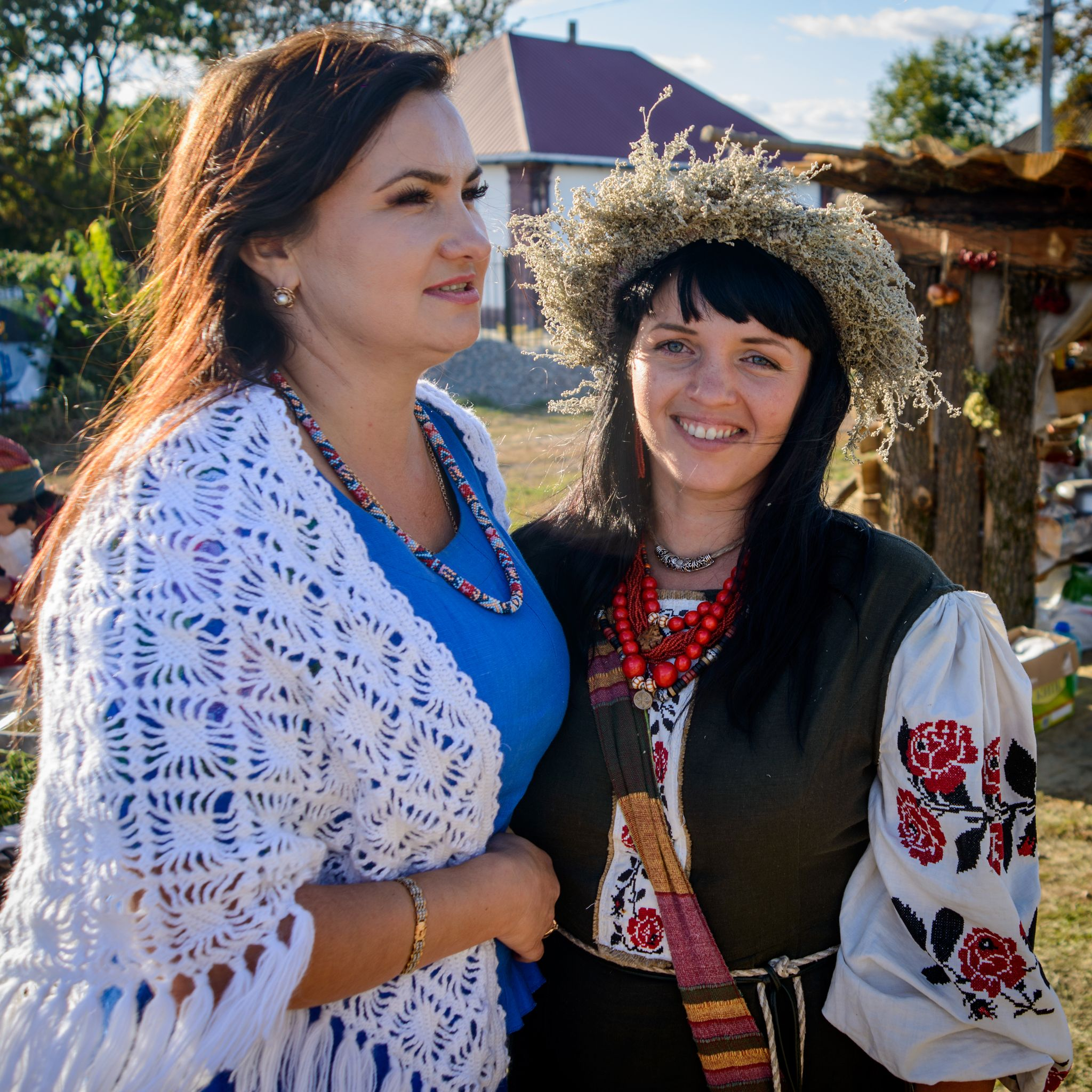
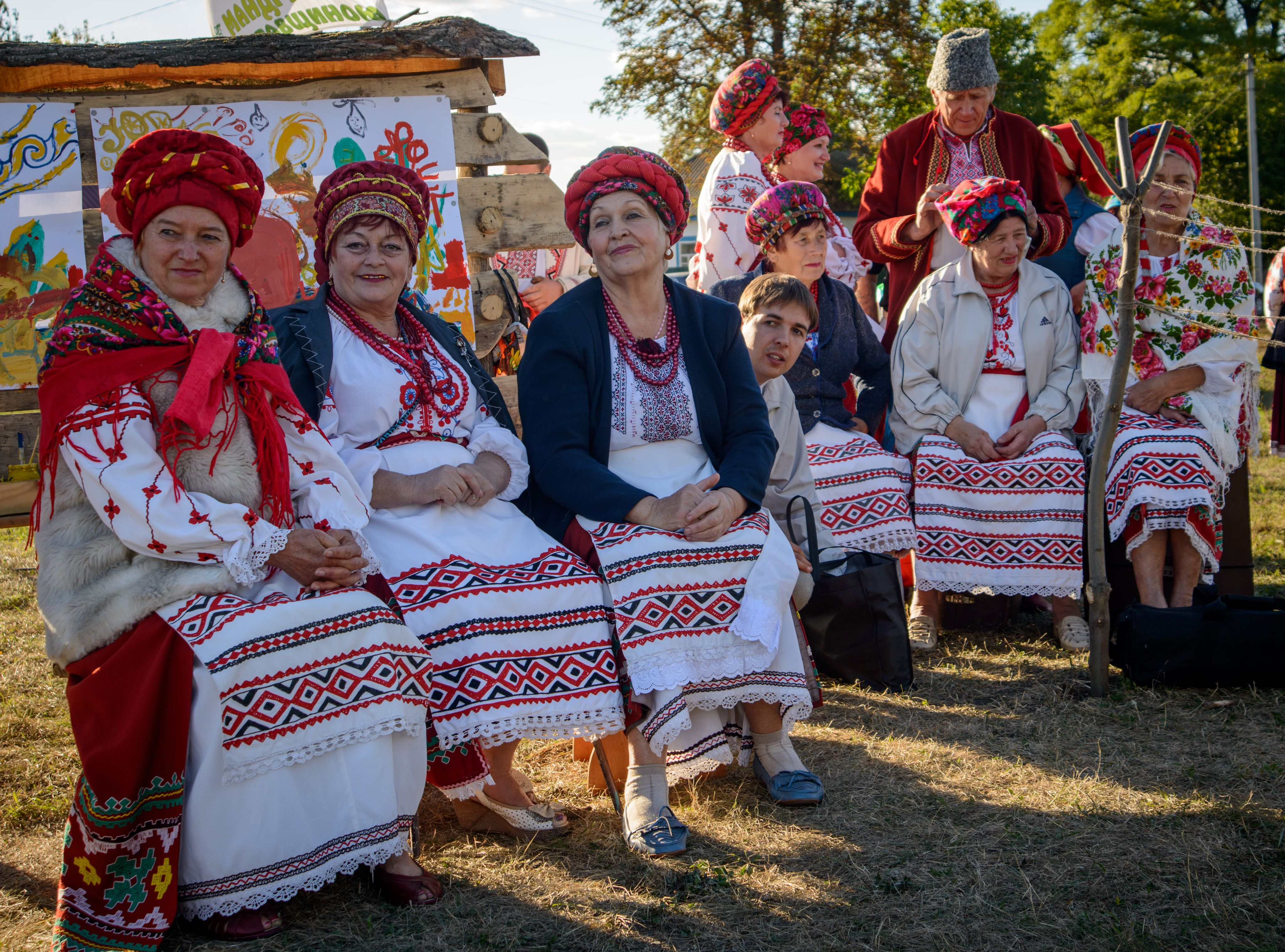

Щорічно в селі проводиться обласне пісенно-мистецьке свято «Осіннє золото».
У 2016 році започатковано етнографічний фестиваль «Свіччине весілля», мета якого збереження та популяризація народних традицій, мистецької спадщини а також сприяння розвитку зеленого туризму.

## Галерея

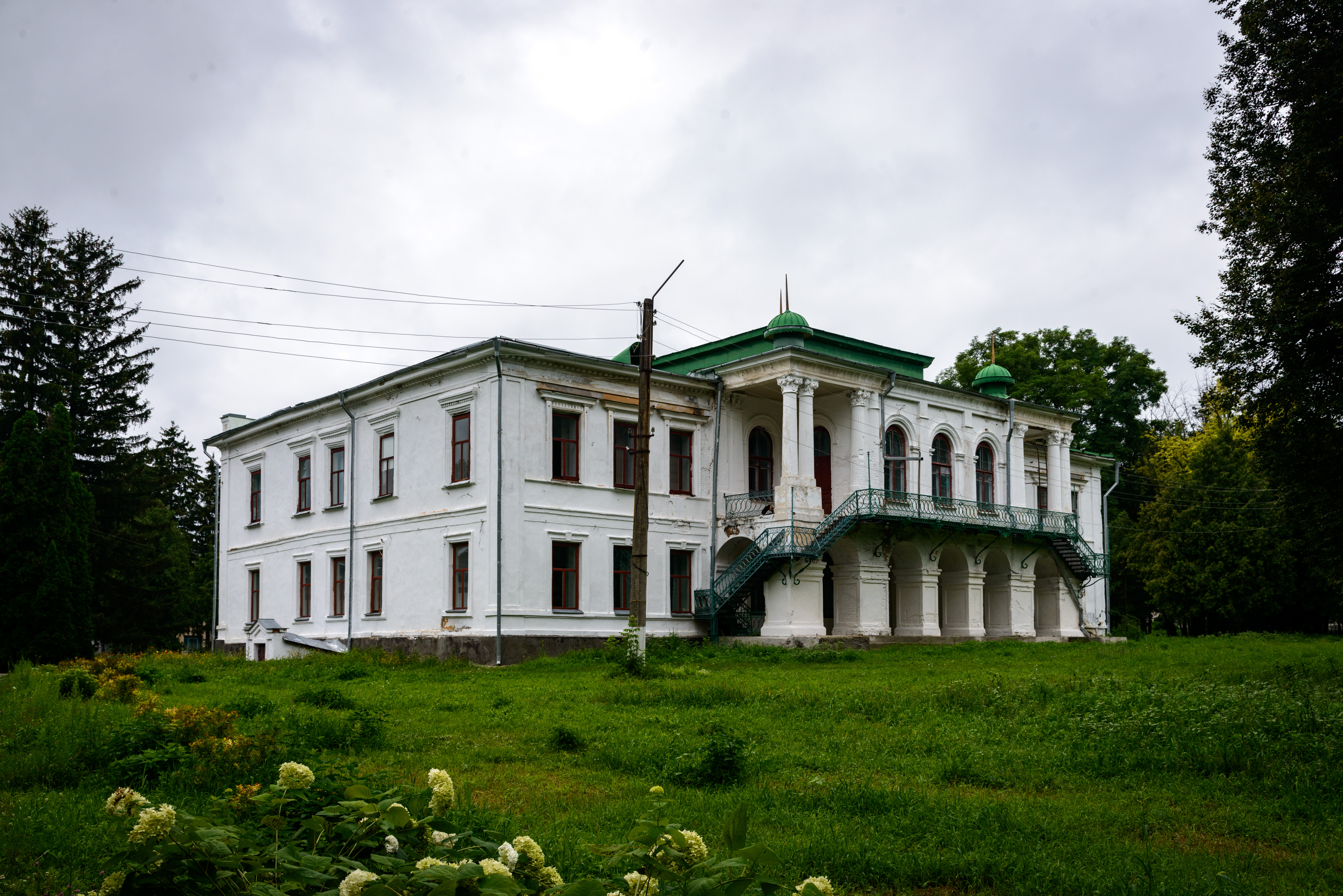
Садиба Закревських
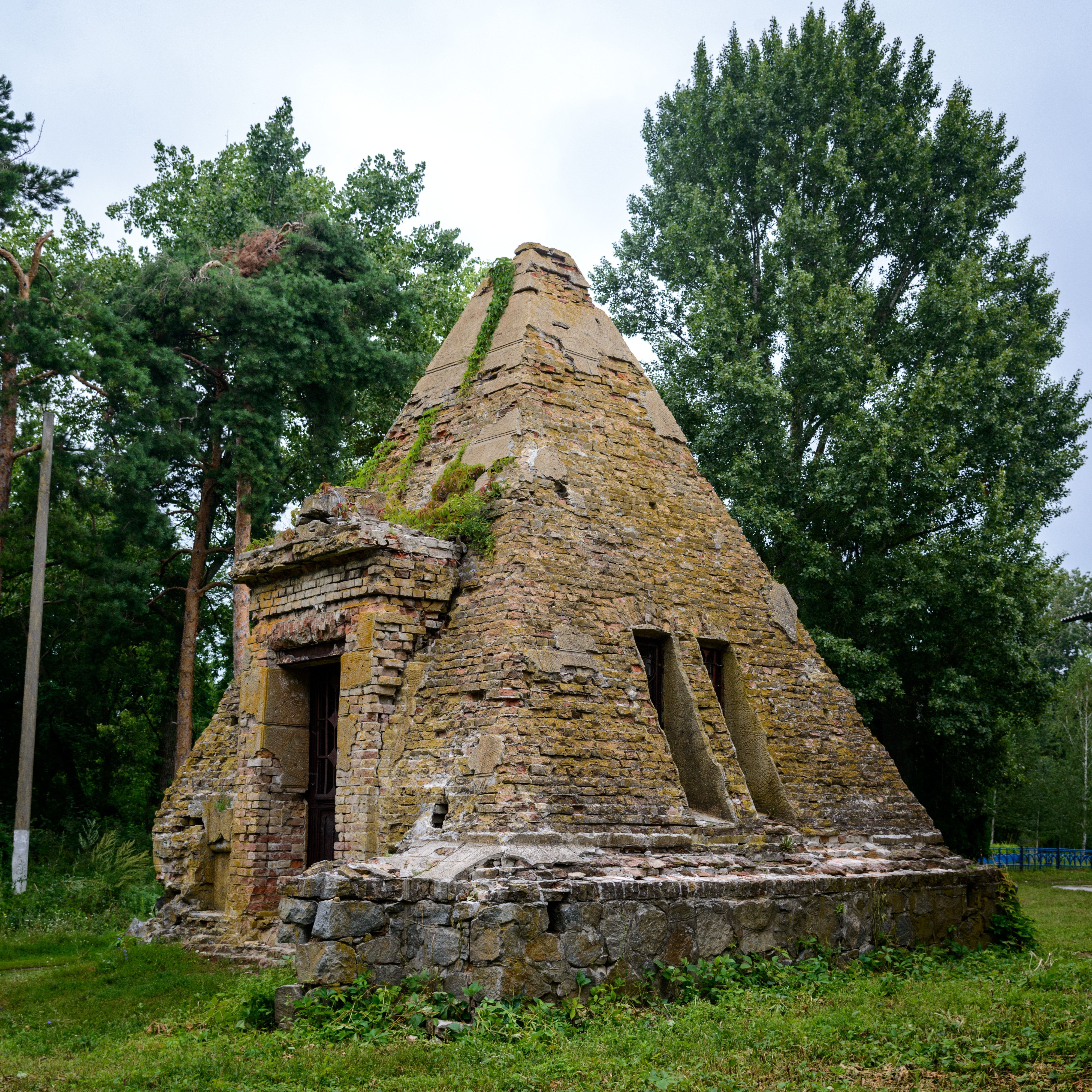
Піраміда-мавзолей сім'ї Закревських
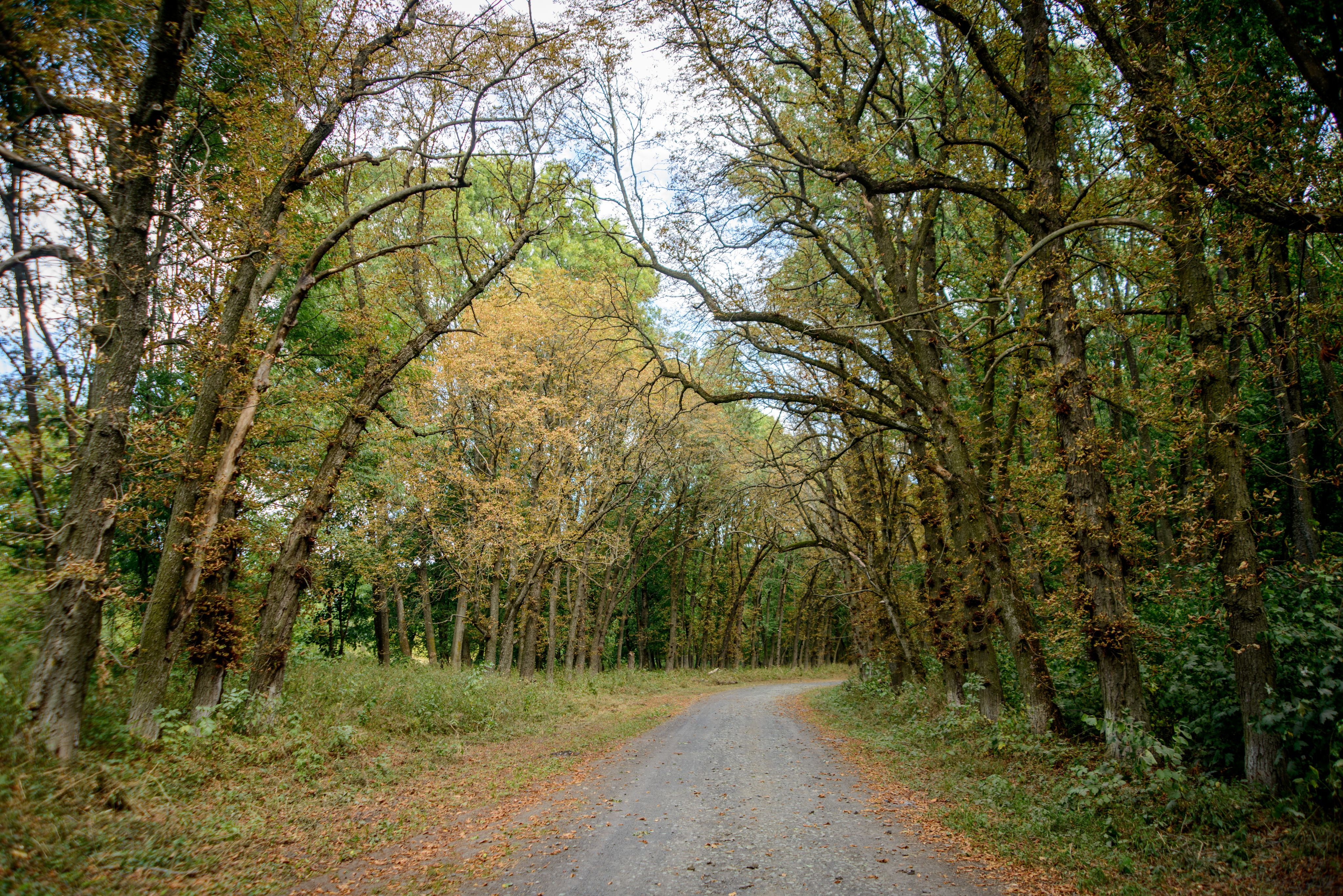
Березоворудський парк
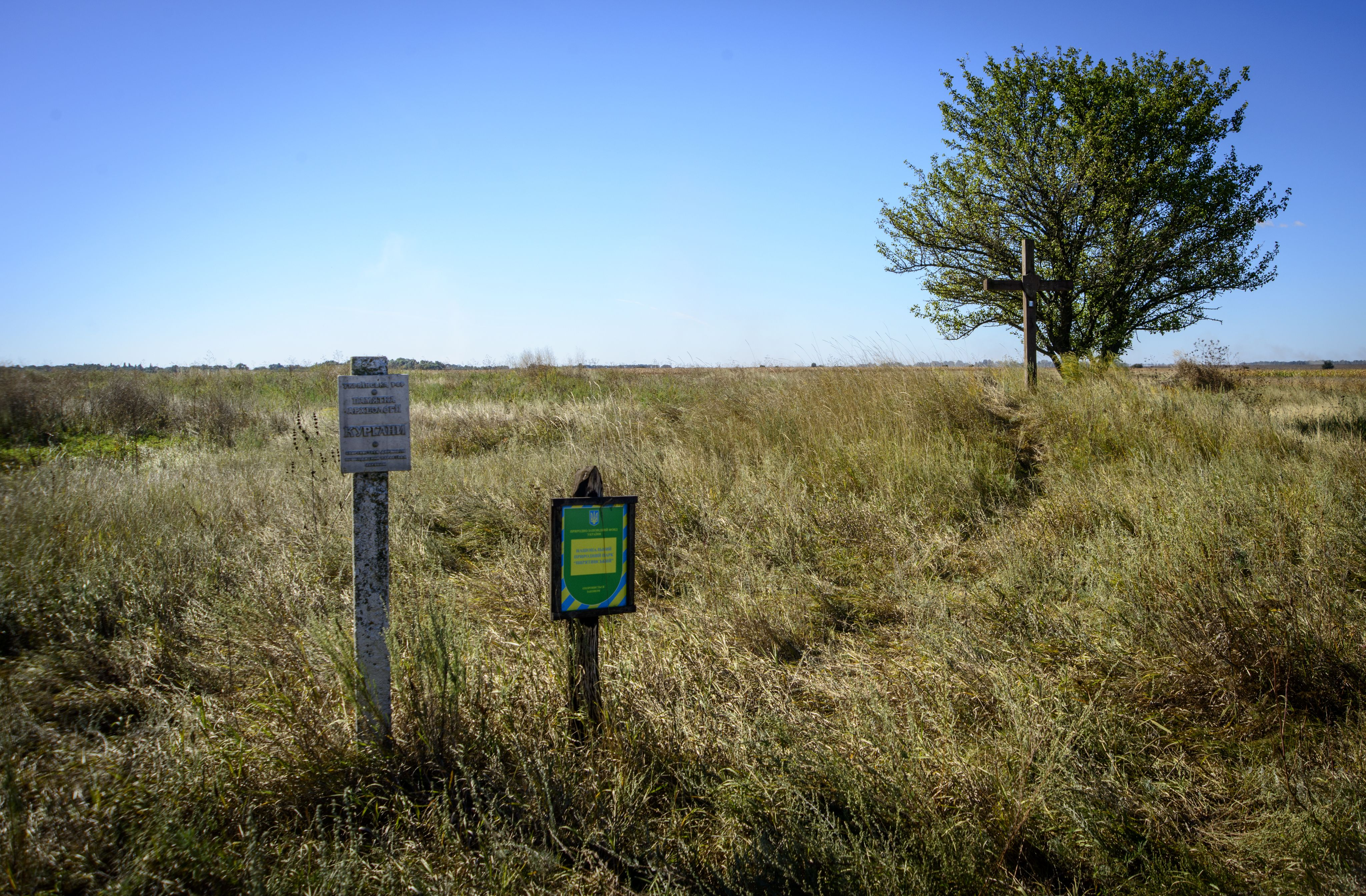
Слов’янський курганний могильник часу Київської Русі(109 насипів), плато другої тераси р. Перевод
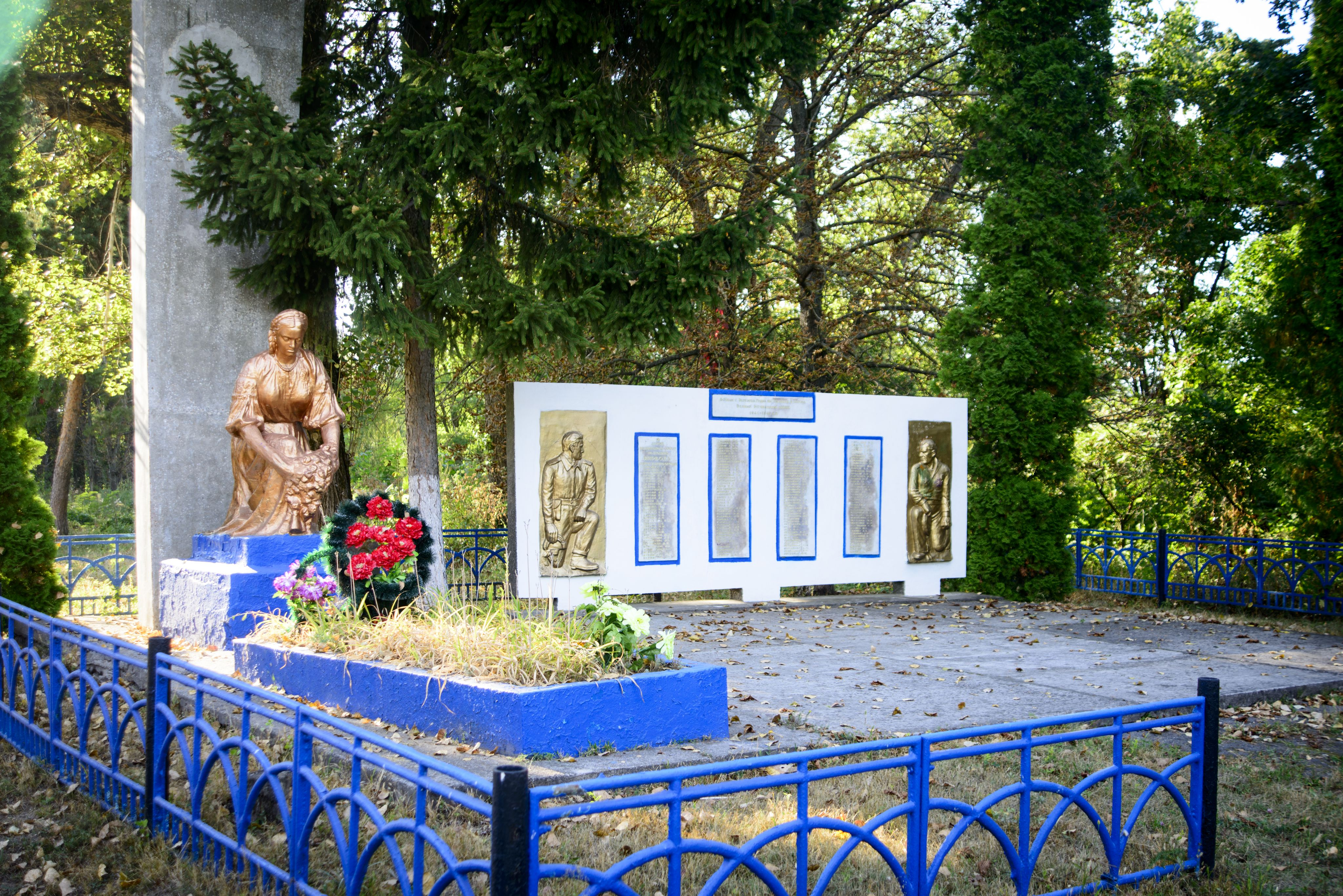
Братська могила радянських воїнів, пам’ятний знак полеглим воїнам-землякам
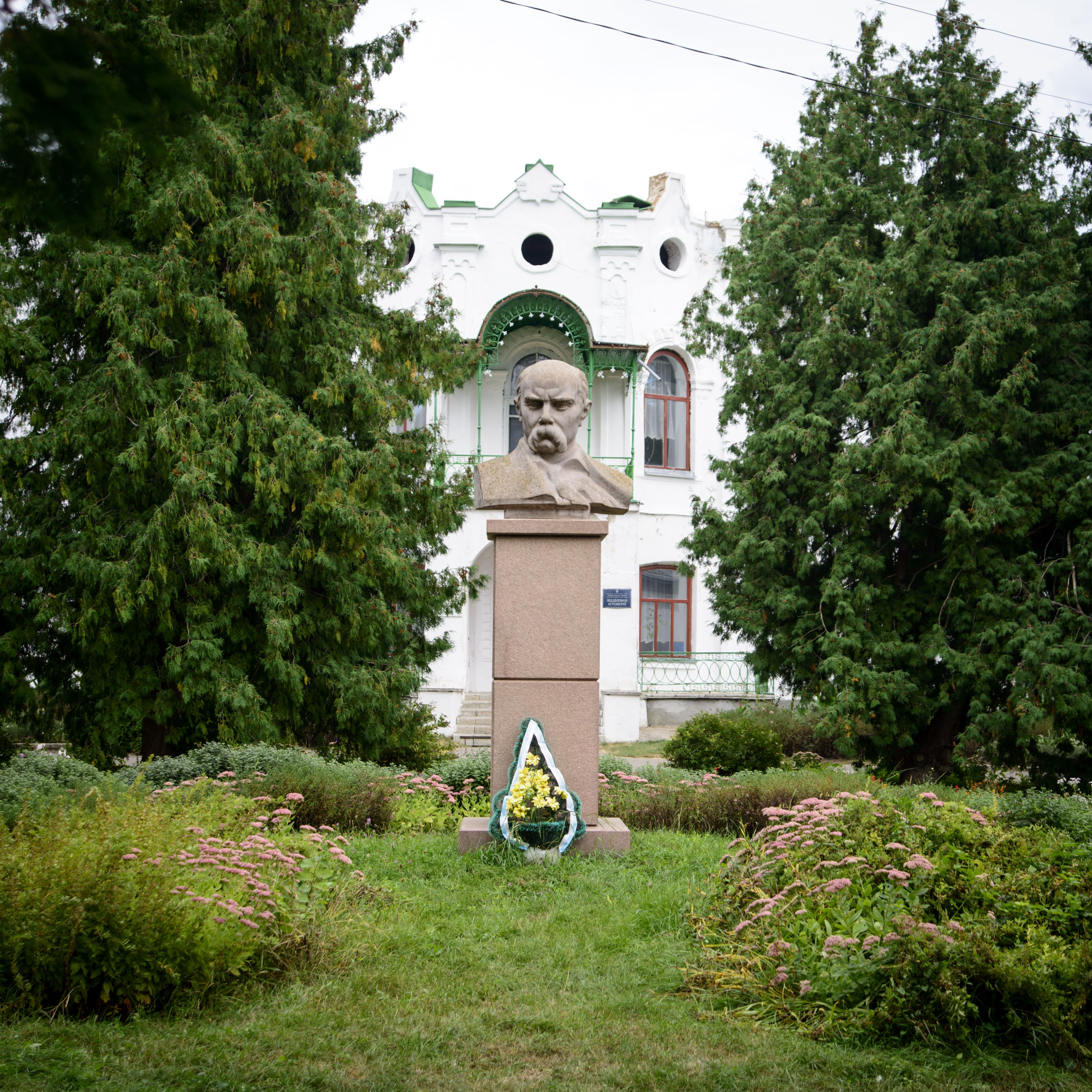
Пам’ятник-погруддя Т.Г.Шевченку
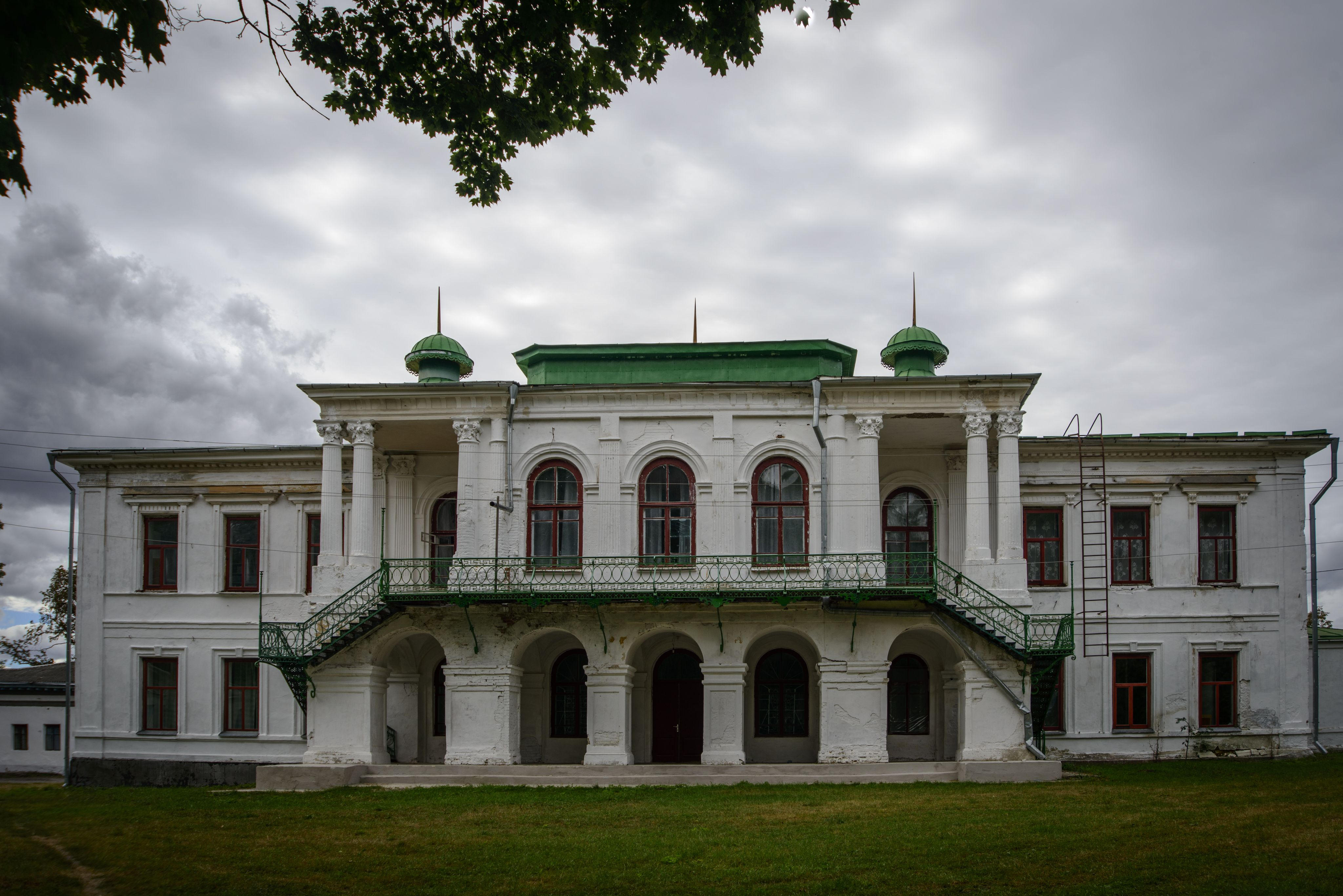
Палац (мур.)